# Barbara Baker
Pour les articles homonymes, voir Baker.
Barbara Avalon Baker (née le 31 mars 1958) est une femme politique australienne. Avocate et ancienne juge, elle a siégé à la Federal Circuit Court of Australia de 2008 à 2021. Depuis le 16 juin 2021 elle occupe le poste de gouverneure de Tasmanie.

## Jeunesse
Barbara Baker est né le 31 mars 1958 à Hobart, en Tasmanie et a grandi à Sandy Bay. Ses parents étaient Alison Burton, une joueuse de tennis, et Bob Baker, un avocat devenu membre du parti libéral au Parlement de Tasmanie. Elle a étudié les arts et le droit à l'Université de Tasmanie et a obtenu son diplôme en 1980. Elle a représenté la Tasmanie au tennis et au hockey sur gazon dans la catégorie des moins de 18 ans.

## Carrière
Barbara Baker a commencé sa carrière en 1983, elle a d'abord rejoint Simmons Wolfhagen  comme avocate puis a travaillé ensuite pour le Bureau du Solliciteur général. En 1993 elle est devenue la première femme associée chez Murdoch Clarke. Elle s'est spécialisée dans le droit de la famille et les questions conflictuelles. Elle a siégé à la direction de la Law Society of Tasmania (1995-1996) et a été présidente de la Family Law Practitioners' Association (2002).
En 2008, elle a été nommée au Tribunal fédéral de première instance d'Australie, c'était la première femme de Tasmanie à siéger à ce tribunal. En 2013, le tribunal a été rebaptisé Federal Circuit Court et ses membres ont reçu le titre de « juge » plutôt que de magistrat. Elle a pris sa retraite de la magistrature en janvier 2021 et est revenue exercer la profession d'avocate chez Burbury Chambers.

## Gouverneure de Tasmanie
En mai 2021, le premier ministre Peter Gutwein a annoncé que Barbara Baker succéderait à Kate Warner comme gouverneur de Tasmanie à partir du 16 juin. Elle a déclaré « qu'elle se concentrerait sur les questions portant sur l'égalité des sexes et sur la violence intra-familiale » Elle a ajouté qu'elle avait l'intention d'encourager la pratique du sport et de servir de modèle pour les jeunes avocats. Elle a également déclaré que ses opinions personnelles sur la monarchie ou la république n’avaient pas d'intérêt dans le cadre de sa fonction.
Lors des hommages rendus à la reine pour son anniversaire en 2021, elle a été nommée Compagnon de l'Ordre d'Australie.

## Vie privée
Barbar Baker est mariée à Don Chalmers, professeur émérite de droit à l'Université de Tasmanie, elle est mère de deux filles.
Elle a été capitaine de Tasmanie au hockey en salle et a été championne nationale en simple et en double de jeu de paume.